# Dune: Spice Wars
Dune: Spice Wars là tựa game chiến lược thời gian thực 4X do hãng Shiro Games phát triển và Funcom phát hành. Trong game, người chơi cố gắng thống trị hành tinh Arrakis về mặt ngoại giao hoặc quân sự. Tựa game này lấy bối cảnh trong vũ trụ Dune, nó được phát hành trong giai đoạn early access (chơi thử sớm) vào tháng 4 năm 2022 và dự kiến phát hành đầy đủ vào năm 2023.

## Lối chơi
Dune: Spice Wars thuộc thể loại chiến lược thời gian thực 4X lấy bối cảnh trên hành tinh sa mạc Arrakis. Một số ô nhất định có chứa nguồn tài nguyên như hương dược và khoáng chất, và các ô độc đáo như chỏm băng vùng cực có thể tạo ra một lượng lớn nước cho người chơi. Sa mạc sâu phục vụ mục đích tương tự như đại dương làm trong các tựa game khác, quân đội không thể vượt qua trừ khi người chơi đã thực hiện một số nghiên cứu nhất định. Spice Wars có tới năm phe phái: Nhà Atreides, Nhà Harkonnen, Nhà Corrino, The Smugglers và Fremen. Mỗi Phe đều do một vị thủ lĩnh khác nhau đứng ra làm đại diện và có các phần thưởng khác nhau. Người chơi có thể lựa chọn các ủy viên hội đồng khi bắt đầu game để nhận thêm điểm thưởng. Sau khi người chơi tuyển dụng nhóm đặc vụ rồi đem cài cắm họ vào nội bộ từng phe và lĩnh vực nghiên cứu khác nhau. Ví dụ: đưa đặc vụ vào trong phe Harkonnen có thể cho phép thực hiện các hoạt động chống lại phe này, trong khi đưa thêm đặc vụ vào Arrakis sẽ cho phép người chơi nghiên cứu các địa điểm của hành tinh này. Sâu cát có thể xuất hiện quanh sa mạc và ăn thịt từng đơn vị quân riêng lẻ, người chơi sẽ nhận được một lời cảnh báo trước khi sinh vật này xuất đầu lộ diện. Sietch được tìm thấy trên khắp sa mạc và người chơi có thể kết thành đồng minh hoặc tiêu diệt rồi sát nhập vào lãnh địa của phe mình.
Người chơi sử dụng loại phi thuyền mang tên ornithopter để thám hiểm sa mạc và các địa điểm bên trong vùng này. Người chơi có thể nâng cấp căn cứ chính và các thị trấn mà mình kiểm soát bằng những loại công trình khác nhau nhằm tạo ra nguồn tài nguyên cố định. Khu căn cứ của kẻ địch được một số lượng quân nhất định bảo vệ và sau khi chúng bị phá hủy, người chơi có thể đòi cả một ngôi làng nếu có quyền cần thiết. Người chơi có thể nghiên cứu đủ loại công nghệ khác nhau trong cây kỹ năng, từ quân sự đến kinh tế. Người chơi chỉ có thể mở rộng và tồn tại nếu có đủ lượng vàng, sức mạnh quân sự, nước và thẩm quyền hòng duy trì quyền kiểm soát đối với sự thống trị của phe mình. Hương dược có thể được sử dụng cho ngoại giao và thương mại, và để duy trì vị thế với Landsraad, người chơi phải nộp thuế sau một số ngày nhất định trong game. Không thanh toán số tiền này sẽ làm giảm số lượng phiếu bầu sẵn có. Landsraad triệu tập vài tuần một lần và người chơi có thể chọn những vấn đề được bình chọn và liệu mình hoặc đối phương có nhận được một số ưu đãi hoặc lần ra mắt nhất định hay không.

## Phát triển
Dune: Spice Wars được phát hành vào ngày 26 tháng 4 năm 2022, trong giai đoạn early access. Tháng 6 năm 2022, nhà sản xuất đã tung ra một bản vá lỗi nữa và lộ trình chi tiết về các phe phái trong tương lai cũng như phần mở rộng lối chơi sẽ ra mắt trong thời gian tới. Phần chơi nối mạng và chiến dịch được lên kế hoạch phát hành. Bản phát hành đầy đủ được ấn định vào năm 2023. Đối với phần nghệ thuật của game, họa sĩ trưởng đã nói về việc giữ khoảng cách với các bản chuyển thể Dune trước đó, "Chúng tôi đã cố gắng giữ khoảng cách nhất định với tài liệu Dune trước đây vì chúng tôi thực sự muốn tự mình đảm nhận và thể hiện phong cách của riêng mình". Game chủ yếu dựa trên nguồn cảm hứng từ thế giới trong sách.

## Đón nhận
IGN ca ngợi phần trọng tâm vào việc quản lý tài nguyên của tựa game này, nói rằng, "Tôi chưa bao giờ rơi vào lối mòn trong sa mạc lấp lánh này, nơi tôi cảm thấy mình có đủ mọi thứ. Spice Wars luôn khiến bạn khao khát thứ gì đó". Trong khi thưởng thức trận chiến được đơn giản hóa, Rock Paper Shotgun cảm thấy rằng giai đoạn giữa game không có mấy sự kiện diễn ra, "Trong khi phần đầu game đang bận rộn với việc bành trướng... phần giữa game đóng vai trò tổ chức cho những màn đấu tẻ nhạt không căng thẳng". Polygon chỉ trích việc thiếu phần tường thuật trong game, viết, "Cho đến bây giờ, người bình thường sẽ không hiểu ngay tại sao Đế quốc lại đàn áp hành tinh này — game chỉ đơn giản là khởi đầu mà thôi".